# Lista de distritos de Serra Leoa por Índice de Desenvolvimento Humano
Esta é uma lista de distritos de Serra Leoa por Índice de Desenvolvimento Humano a partir de 2018.
| Classificação                | Distrito                     | IDH (2018)                   | Países comparáveis (2018)    |
| Baixo desenvolvimento humano | Baixo desenvolvimento humano | Baixo desenvolvimento humano | Baixo desenvolvimento humano |
| ---------------------------- | ---------------------------- | ---------------------------- | ---------------------------- |
| 1                            | Oeste urbano                 | 0,533                        | Nigéria                      |
| 2                            | Rural Ocidental              | 0,475                        | Djibuti                      |
| 3                            | Bombali                      | 0,453                        | Iêmen                        |
| 4                            | Bo                           | 0,424                        | Burquina Fasso               |
| –                            | Serra Leoa                   | 0,418                        | Burundi                      |
| 5                            | Bonthe                       | 0,405                        | Chade                        |
| 6                            | Kenema                       | 0,393                        | South Sudan                  |
| 7                            | Kono                         | 0,391                        | South Sudan                  |
| 8                            | Kailahun                     | 0,390                        | South Sudan                  |
| 9                            | Porto Loko                   | 0,388                        | South Sudan                  |
| 10                           | Tonkolili                    | 0,384                        | South Sudan                  |
| 11                           | Cambia                       | 0,380                        | South Sudan                  |
| 12                           | Moyamba                      | 0,364                        | República Centro-Africana    |
| 13                           | Pujehun                      | 0,357                        | Níger                        |
| 14                           | Koinadugu                    | 0,340                        | Níger                        |